# Orion Business Tower
Orion Business Tower – biurowiec przy ul. Sienkiewicza 85/87 (na rogu al. Piłsudskiego) w Łodzi.

## Historia
Biurowiec został wybudowany w 1978 roku, u zbiegu nowo powstałej łódzkiej trasy W-Z i ul. Sienkiewicza. Ma 62 metry wysokości i liczy 17 kondygnacji. W 2002 roku został całkowicie przebudowany, powierzchnia najmu budynku to 10 000 m².
W 1970 roku wieżowiec zaprojektował łódzki architekt Aleksander Zwierko. Wygrał konkurs na przebudowę centrum Łodzi. Jego dziełem są także pozostałe biurowce przy al. Piłsudskiego, domy handlowe „Juventus” i „Hermes” oraz bloki na łódzkim „Manhattanie”.
Wieżowiec powstał w systemie „ramka-trzon”. Była to wówczas bardzo nowatorska metoda. W trzonie budowli są dwie klatki schodowe, cztery windy, drzwi ewakuacyjne, sanitariaty. Wokół trzonu – prefabrykowane ramki. Budynek wykonano metodą wylewaną. Głównymi materiałami budowlanymi były szkło oraz aluminium.
Pierwotnie właścicielem budynku była spółka budowlana Unibud. W latach 90. wieżowiec został przejęty za długi przez Powszechny Bank Gospodarczy Nieruchomości, który rozpoczął jego remont. Jednak wkrótce PBG został wchłonięty przez Pekao SA i wieżowiec stał się własnością spółki okołobankowej Pekao Development, należącej do Pekao SA. W 2002 r. budynek został ponownie sprzedany. Nabywcą była spółka giełdowa Echo Investment, która dokończyła przeciągający się remont.
Projekt przebudowy wieżowca powstał w łódzkiej firmie „Galbex”. Remont rozpoczęto jesienią 1997 r. Z wieżowca z lat 70. został tylko szkielet. Wewnątrz zupełnie go zmodernizowano, a na zewnątrz pokryto podwójną warstwą szkła. Na nową elewację zużyto łącznie ok. 13 tys. m² szkła. Od strony ul. Roosevelta dobudowano także niższą 5-kondygnacyjną część, której nadano pomarańczowy kolor. W sierpniu 2002 roku ukończono modernizację. Kolejną modernizację Orion przeszedł w 2013 roku, zmodernizowane zostały powierzchnie wspólne (hole windowe oraz recepcja) oraz system centralnej klimatyzacji budynku.
Obiekt posiada parking dla samochodów i rowerów.